# Guemzek (langue)
Pour les articles homonymes, voir Guemzek.
Le guemzek (ou gemzek, gemjek) est une langue tchadique biu-mandara parlée au nord du Cameroun. 
Elle reste considérée comme un dialecte du zulgo, proche sur les plans linguistique et géographique, mais dont elle se différencie notamment par le dessin de l'orthographe, surtout en ce qui concerne le système
vocalique. Les deux langues sont souvent associées au sein d'un groupe dit « zulgo-gemzek ».
Le guemzek est écrit depuis la publication d'un recueil de cantiques en 1995.

## Population
Mal connu, le nombre de locuteurs est estimé à plus de 10 000 en 2016. Le guemzek est parlé dans 16 villages du département du Mayo-Sava dans la Région de l'Extrême-Nord du Cameroun. Plusieurs communautés guemzek vivent également dans les grandes villes telles que Maroua, Ngaoundéré, Yaoundé et Douala.

## Écriture
| Majuscules | A   | B | Ɓ  | D   | Dz | Ɗ | E | Ə | F | G  | Gw | H  | Hw | I | K | Kw | L | M | Mb | N | Nd |
| Minuscules | a   | b | ɓ  | d   | dz | ɗ | e | ə | f | g  | gw | h  | hw | i | k | kw | l | m | mb | n | nd |
| Majuscules | Ndz | Ŋ | Ŋg | Ŋgw | O  | Œ | P | R | S | Sl | T  | Ts | U  | Ʉ | V | W  | Y | Z | Zl | ’ |    |
| Minuscules | ndz | ŋ | ŋg | ŋgw | o  | œ | p | r | s | sl | t  | ts | u  | ʉ | v | w  | y | z | zl | ’ |    |